# Ратови звезда: Силе судбине
Ратови звезда: Силе судбине (енгл. Star Wars Forces of Destiny) је америчка 2Д анимирана веб серија, направљена од стране Лукас енимејшн за Дизнијев Јутјуб канал. Постављена у више ера Ратови звезда франшизе, представља колекцију која траје од два до три минута и прати женске ликове из свих делова Ратова звезда. Серија се премијерно емитовала 3. јула 2017. године, и свакога дана се емитовао сет од осам епизода. Серија је почела да се емитује 9. јула 2017. на Дизни каналу. Наредних осам епизода емитовале су се на јесен 2017. године и следећих шеснаест епизода емитоване су 2018. године.
Прво најављене и презентоване у априлу 2017. током Прославе Ратова звезда у Орланду, Силе судбине представља наставак франшизе иницијативе Дизни ствари и интерактивне медије за потрошаче укључујући и играчке компаније Хасбро као и серију књига за децу. Серија представља прву 2Д анимирану серију продуцирану од стране Лукасфилма од 2003. када се емитовала Ратови звезда: Клонски ратови серија, као и прва 2Д продукција компаније Лукасфилм енимејшн с обзиром да је компанија направљена после изласка Ратови звезда: Клонски ратови.